# 245 pr. n. št.

## Rojstva
- Hasdrubal Barka, kartažanski general in Hanibalov brat († 207 pr. n. št.)